# NGC 5389
NGC 5389 је спирална галаксија у сазвежђу Велики медвед која се налази на NGC листи објеката дубоког неба.
Деклинација објекта је + 59° 44' 30" а ректасцензија 13h 56m 6,4s. Привидна величина (магнитуда) објекта NGC 5389 износи 12,0 а фотографска магнитуда 12,9. NGC 5389 је још познат и под ознакама UGC 8866, MCG 10-20-51, CGCG 295-27, IRAS 13544+5959, PGC 49548.